# Heliconius lativitta
Heliconius lativitta är en fjärilsart som beskrevs av Butler 1877. Heliconius lativitta ingår i släktet Heliconius och familjen praktfjärilar. Inga underarter finns listade i Catalogue of Life.